# Rueda de paletas

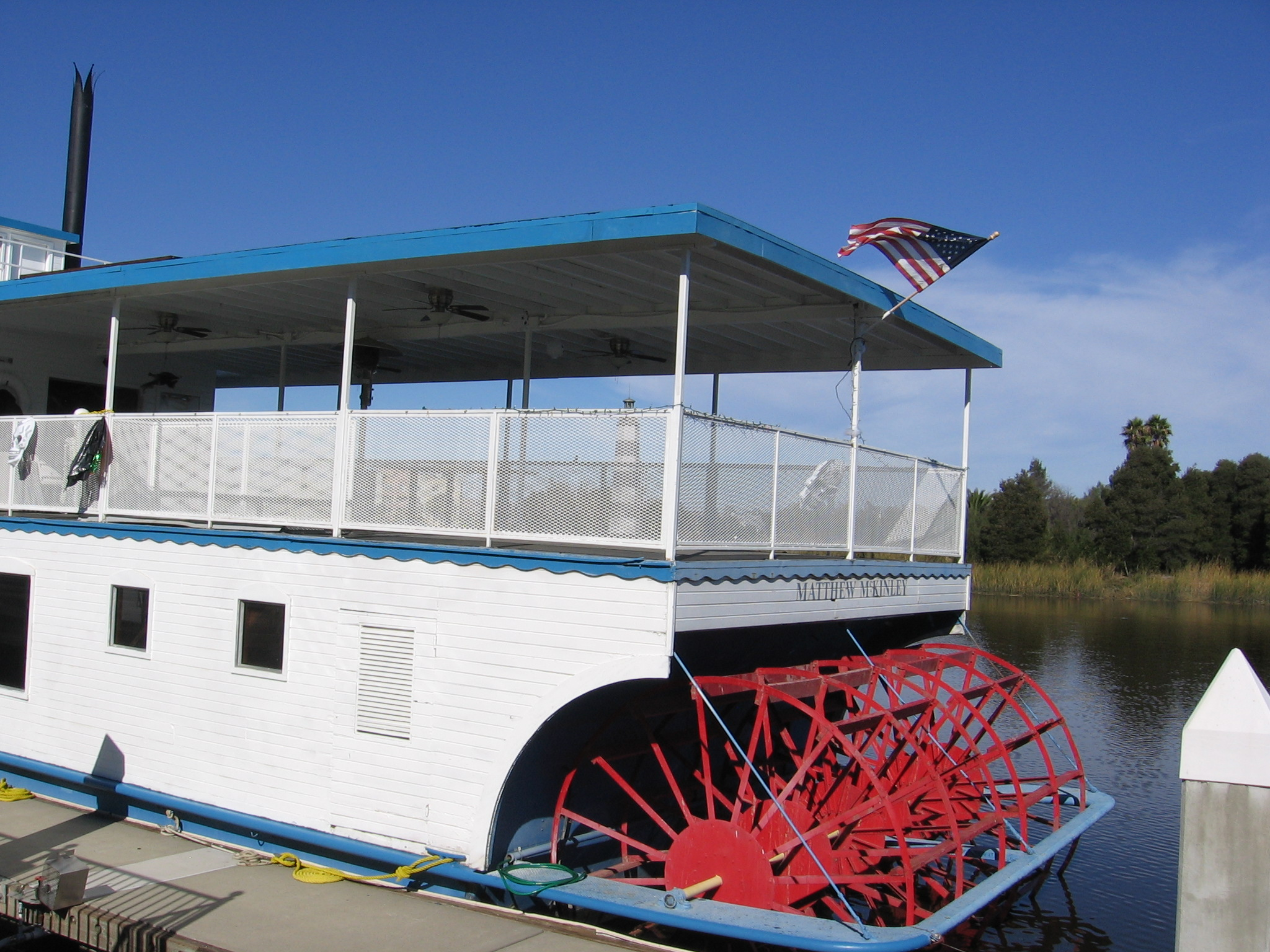
Rueda de paletas en la popa de un barco.

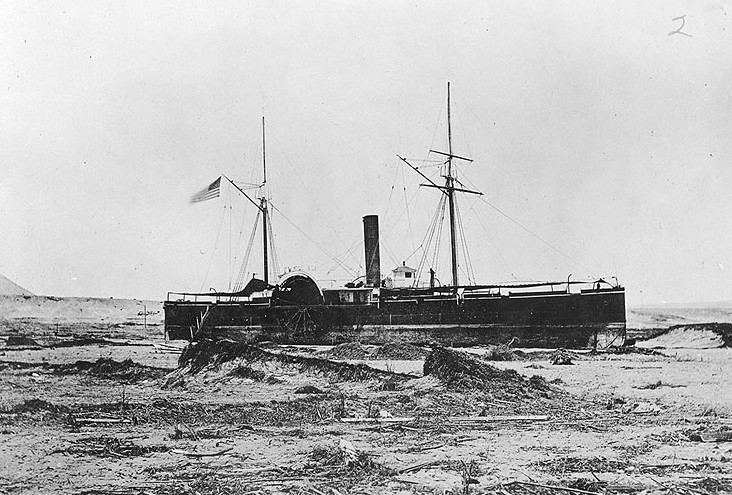
USS Wateree (1863) mostrando su sistema de ruedas de paletas.

Una rueda de paletas fue un artefacto propulsor consistente en una armazón cilíndrico de barras de hierro, que se coloca por fuera en los extremos de los ejes de las máquinas. Por lo general iban colocados en una rueda  en cada lateral de un buque y un poco más a proa que el centro de gravedad de este. Fue usado hasta mediados del siglo XIX hasta sustitución por la hélice marina.
En algunos ríos y canales  se usaron barcos con una sola rueda de paletas ubicada en la popa. Cada rueda estaba formada en el extremo del eje por varias filas de rayos perpendiculares a la dirección de este, unidos entre sí por dos círculos, el uno exterior y el otro que pasa por el medio de las paletas: llevaba además unos tirantes de hierro que parten del centro y van oblicuamente casi al extremo de cada rayo, a fin de proveer rigidez a esta armazón tan ligera. Toda ella estaba protegida en su parte alta por un cubichete que se llama tambor, en cuya aleta o paraje más saliente se apoya el pezón del eje al mismo tiempo que en la abertura practicada en el costado del buque.de palos de más de 18mil personas

## Paletas móviles
La rueda de paletas movibles, vibratorias o articuladas es la que tiene dispuestas las paletas de modo que el ángulo que sus planos forman con la dirección de los rayos varíe a fin de que entren y salgan siempre verticalmente en el agua, utilizando así el efecto máximo de impulsión desde que se sumergen hasta que se elevan. Para obtener esta ventaja cada paleta va montada sobre un eje con lo cual es giratoria, y está relacionada con una excéntrica fija en el costado del buque por medio de una barra de hierro. Esta disposición no es sin embargo muy usada, a causa tal vez de su complicación. En el cual no permanece en su eje